# Discografia di Jimi Hendrix
La discografia di Jimi Hendrix contiene i lavori pubblicati dal chitarrista statunitense con i The Jimi Hendrix Experience, e consiste in tre album studio, due album live, due raccolte e dodici singoli.
Nel settembre del 1966, l'ex bassista degli Animals Chas Chandler portò Jimi Hendrix dagli Stati Uniti al Regno Unito, dove il chitarrista fondò insieme a Noel Redding e Mitch Mitchell i Jimi Hendrix Experience. La prima registrazione della band, la cui formazione fu completata il 6 ottobre, fu una cover di Hey Joe di Billy Roberts, che venne pubblicata nel Regno Unito il 16 dicembre raggiungendo la sesta posizione in classifica. Il B-side era Stone Free, scritta da Hendrix. Purple Haze e The Wind Cries Mary, anch'esse composte da Hendrix, furono distribuite il 17 marzo ed il 5 maggio del 1967, raggiungendo la terza e sesta posizione in classifica; al 12 maggio risale invece Are You Experienced, primo LP della band.
Dopo un quarto singolo dallo scarso successo, Burning of the Midnight Lamp, e dopo l'altrettanta sfortunata pubblicazione di Foxy Lady, la band pubblicò il secondo album Axis: Bold as Love il 1º dicembre 1967. La prima compilation, Smash Hits, seguì al successo del secondo LP. Electric Ladyland, il terzo album della band, fu distribuito negli Stati Uniti il 30 settembre, consolidando la loro fama.

## Album in studio
| Anno                                                                                      | Dettagli album                                               | Dettagli album                                                  | Posizioni classifica | Posizioni classifica | Posizioni classifica | Posizioni classifica | Certificazioni  |
| Anno                                                                                      | Dettagli album                                               | Dettagli album                                                  | USA                  | NED                  | NOR                  | UK                   | Certificazioni  |
| Anno                                                                                      | Distribuzione UK                                             | Distribuzione USA                                               | USA                  | NED                  | NOR                  | UK                   | Certificazioni  |
| ----------------------------------------------------------------------------------------- | ------------------------------------------------------------ | --------------------------------------------------------------- | -------------------- | -------------------- | -------------------- | -------------------- | --------------- |
| 1967                                                                                      | Are You Experienced                                          | Are You Experienced                                             | 5                    | —                    | 3                    | 2                    | - : 5× Platinum |
| 1967                                                                                      | - Pubblicato: 12 maggio 1967 - Etichetta: Track (612 001)    | - Pubblicato: 23 agosto 1967 - Label: Reprise (RS 6261)         | 5                    | —                    | 3                    | 2                    | - : 5× Platinum |
| 1967                                                                                      | Axis: Bold as Love                                           | Axis: Bold as Love                                              | 3                    | —                    | 12                   | 5                    | - : Platinum    |
| 1967                                                                                      | - Pubblicato: 1º dicembre 1967 - Etichetta: Track (613 003)  | - Pubblicato: 15 gennaio 1968 - Etichetta: Reprise (RS 6281)    | 3                    | —                    | 12                   | 5                    | - : Platinum    |
| 1968                                                                                      | Electric Ladyland                                            | Electric Ladyland                                               | 1                    | 75                   | 13                   | 6                    | - : 2× Platinum |
| 1968                                                                                      | - Pubblicato: 25 ottobre 1968 - Etichetta: Track (613 008/9) | - Pubblicato: 16 settembre 1968 - Etichetta: Reprise (2RS 6307) | 1                    | 75                   | 13                   | 6                    | - : 2× Platinum |
| "—" Indica gli album che non sono stati distribuiti o che non sono entrati in classifica. |                                                              |                                                                 |                      |                      |                      |                      |                 |

## Album dal vivo
| Anno                                                                                      | Dettagli album                                                            | Dettagli album                                                            | Posizioni classifica | Posizioni classifica | Posizioni classifica | Certificazioni  |
| Anno                                                                                      | Dettagli album                                                            | Dettagli album                                                            | USA                  | NOR                  | UK                   | Certificazioni  |
| Anno                                                                                      | Distribuzione UK                                                          | Distribuzione USA                                                         | USA                  | NOR                  | UK                   | Certificazioni  |
| ----------------------------------------------------------------------------------------- | ------------------------------------------------------------------------- | ------------------------------------------------------------------------- | -------------------- | -------------------- | -------------------- | --------------- |
| 1970                                                                                      | Band of Gypsys                                                            | Band of Gypsys                                                            | 5                    | 9                    | 6                    | - : 2× Platinum |
| 1970                                                                                      | - Pubblicato: 25 marzo 1970 - Etichetta: Capitol (STAO-472)               | - Pubblicato: 12 giugno 1970 - Etichetta: Track (2406 001)                | 5                    | 9                    | 6                    | - : 2× Platinum |
| 1970                                                                                      | Historic Performances Recorded at the Monterey International Pop Festival | Historic Performances Recorded at the Monterey International Pop Festival | 16                   | —                    | —                    | - : Gold        |
| 1970                                                                                      | - Pubblicato: 26 agosto 1970 - Etichetta: Reprise (MS 2029)               | Non distribuito                                                           | 16                   | —                    | —                    | - : Gold        |
| "—" Indica gli album che non sono stati distribuiti o che non sono entrati in classifica. |                                                                           |                                                                           |                      |                      |                      |                 |

## Raccolte
| Anno                                                                                      | Dettagli album                                        | Dettagli album                                               | Posizione classifica | Posizione classifica | Posizione classifica | Certificazioni |
| Anno                                                                                      | Dettagli album                                        | Dettagli album                                               | USA                  | NOR                  | UK                   | Certificazioni |
| Anno                                                                                      | Distribuzione UK                                      | Distribuzione USA                                            | USA                  | NOR                  | UK                   | Certificazioni |
| ----------------------------------------------------------------------------------------- | ----------------------------------------------------- | ------------------------------------------------------------ | -------------------- | -------------------- | -------------------- | -------------- |
| 1968                                                                                      | Smash Hits                                            | Smash Hits                                                   | 6                    | 11                   | 4                    | - : Platinum   |
| 1968                                                                                      | - Pubblicato: aprile 1968 - Etichetta: Track (613004) | - Pubblicato: 30 luglio 1969 - Etichetta: Reprise (MSK-2276) | 6                    | 11                   | 4                    | - : Platinum   |
| 1968                                                                                      | Electric Jimi Hendrix                                 | Electric Jimi Hendrix                                        | —                    | —                    | —                    |                |
| 1968                                                                                      | - Pubblicato: 1968 - Etichetta: Track (2856 002)      | Non distribuito                                              | —                    | —                    | —                    |                |
| "—" Indica gli album che non sono stati distribuiti o che non sono entrati in classifica. |                                                       |                                                              |                      |                      |                      |                |

## Singoli
| Anno                                                                                    | Canzone                      | Posizioni classifica | Posizioni classifica | Posizioni classifica | Posizioni classifica | Album               |
| Anno                                                                                    | Canzone                      | USA                  | AUT                  | NOR                  | UK                   | Album               |
| --------------------------------------------------------------------------------------- | ---------------------------- | -------------------- | -------------------- | -------------------- | -------------------- | ------------------- |
| 1966                                                                                    | Hey Joe                      | —                    | —                    | 10                   | 6                    | Are You Experienced |
| 1967                                                                                    | Purple Haze                  | 65                   | 7                    | 17                   | 3                    | Are You Experienced |
| 1967                                                                                    | The Wind Cries Mary          | —                    | 18                   | —                    | 6                    | Are You Experienced |
| 1967                                                                                    | Burning of the Midnight Lamp | —                    | —                    | —                    | —                    | Electric Ladyland   |
| 1967                                                                                    | Foxy Lady                    | 67                   | —                    | —                    | —                    | Are You Experienced |
| 1968                                                                                    | Up from the Skies            | 82                   | —                    | —                    | —                    | Axis: Bold as Love  |
| 1968                                                                                    | All Along the Watchtower     | 20                   | 17                   | —                    | 5                    | Electric Ladyland   |
| 1968                                                                                    | Crosstown Traffic            | 52                   | —                    | —                    | 37                   | Electric Ladyland   |
| 1969                                                                                    | Stone Free                   | 130                  | —                    | —                    | —                    | Are You Experienced |
| 1969                                                                                    | Fire                         | —                    | —                    | —                    | —                    | Are You Experienced |
| 1970                                                                                    | Stepping Stone               | —                    | —                    | —                    | —                    |                     |
| 1970                                                                                    | Voodoo Child (Slight Return) | —                    | 69                   | —                    | 1                    | Electric Ladyland   |
| "—" Indica i brani che non sono stati distribuiti o che non sono entrati in classifica. |                              |                      |                      |                      |                      |                     |

## Discografia postuma

### Album in studio
| Anno                                                                                      | Dettagli album | Dettagli album                                                                 | Posizioni classifica | Posizioni classifica | Posizioni classifica | Posizioni classifica | Certificazioni |
| Anno                                                                                      | Dettagli album | Dettagli album                                                                 | USA                  | USA R&B              | NOR                  | UK                   | Certificazioni |
| Anno                                                                                      | Distribuzione USA | Distribuzione UK                                                               | USA                  | USA R&B              | NOR                  | UK                   | Certificazioni |
| ----------------------------------------------------------------------------------------- | --- | ------------------------------------------------------------------------------ | -------------------- | -------------------- | -------------------- | -------------------- | -------------- |
| 1971                                                                                      | The Cry of Love | The Cry of Love                                                                | 3                    | 6                    | 7                    | 2                    | - : Platinum   |
| 1971                                                                                      | - Pubblicato: Marzo 1971 - Formato: LP - Etichetta: Reprise (MS 2034) - Pubblicato: 16 settembre 2014 - Formato: CD, LP - Etichetta: Legacy   | - Pubblicato: 5 marzo 1971 - Formato: LP - Etichetta: Track Records (2408 101) | 3                    | 6                    | 7                    | 2                    | - : Platinum   |
| 1971                                                                                      | Rainbow Bridge | Rainbow Bridge                                                                 | 15                   | 9                    | 16                   | 16                   | - : Gold       |
| 1971                                                                                      | - Pubblicato: ottobre 1971 - Formato: LP - Etichetta: Reprise (MS 2040) - Pubblicato: 16 settembre 2014 - Formato: CD, LP - Etichetta: Legacy | - Pubblicato: novembre 1971 - Formato: LP - Etichetta: Reprise (K44159)        | 15                   | 9                    | 16                   | 16                   | - : Gold       |
| 1972                                                                                      | War Heroes | War Heroes                                                                     | 48                   | —                    | —                    | 23                   | —              |
| 1972                                                                                      | - Pubblicato: dicembre 1972 - Formato: LP - Etichetta: Reprise (MS 2103)                                                                      | - Pubblicato: 1º ottobre 1972 - Formato: LP - Etichetta: Polydor (2302 020)    | 48                   | —                    | —                    | 23                   | —              |
| 1974                                                                                      | Loose Ends | Loose Ends                                                                     | —                    | —                    | —                    | —                    | —              |
| 1974                                                                                      | Non Pubblicato | - Pubblicato: febbraio 1974 - Formato: LP - Etichetta: Polydor (2310 301)      | —                    | —                    | —                    | —                    | —              |
| 1975                                                                                      | Crash Landing | Crash Landing                                                                  | 5                    | —                    | —                    | 35                   | - : Gold       |
| 1975                                                                                      | - Pubblicato: marzo 1975 - Formato: LP - Etichetta: Reprise (MS 2204)                                                                         | - Pubblicato: agosto 1975 - Formato: LP - Etichetta: Polydor (2310 398)        | 5                    | —                    | —                    | 35                   | - : Gold       |
| 1975                                                                                      | Midnight Lightning | Midnight Lightning                                                             | 43                   | —                    | —                    | 46                   | —              |
| 1975                                                                                      | - Pubblicato: novembre 1975 - Formato: LP - Etichetta: Reprise (MS 2229)                                                                      | - Pubblicato: novembre 1975 - Formato: LP - Etichetta: Polydor (2310 415)      | 43                   | —                    | —                    | 46                   | —              |
| 1980                                                                                      | Nine to the Universe | Nine to the Universe                                                           | 127                  | —                    | —                    | —                    | —              |
| 1980                                                                                      | - Pubblicato: marzo 1980 - Formato: LP - Etichetta: Reprise (HS 2299)                                                                         | - Pubblicato: giugno 1980 - Formato: LP - Etichetta: Polydor (2344 155)        | 127                  | —                    | —                    | —                    | —              |
| 1997                                                                                      | First Rays of the New Rising Sun | First Rays of the New Rising Sun                                               | 49                   | —                    | —                    | —                    | —              |
| 1997                                                                                      | - Pubblicato: 22 aprile 1997 - Formato: 2 LP, CD, MC - Etichetta: MCA (#11599)                                                                | - Pubblicato: 22 aprile 1997 - Formato: 2 LP, CD, MC - Etichetta: MCA (#11599) | 49                   | —                    | —                    | —                    | —              |
| 1997                                                                                      | South Saturn Delta | South Saturn Delta                                                             | 51                   | —                    | —                    | —                    | —              |
| 1997                                                                                      | - Pubblicato: 7 ottobre 1997 - Formato: CD, LP - Etichetta: MCA (#11684)                                                                      | - Pubblicato: 7 ottobre 1997 - Formato: CD, LP - Etichetta: MCA (#11684)       | 51                   | —                    | —                    | —                    | —              |
| 2010                                                                                      | Valleys of Neptune | Valleys of Neptune                                                             | 4                    | —                    | —                    | 21                   | —              |
| 2010                                                                                      | - Pubblicato: 9 marzo 2010 - Formato: CD, 2 LP - Etichetta: Legacy (88697640591)                                                              | - Pubblicato: 8 marzo 2010 - Formato: CD - Etichetta: Sony                     | 4                    | —                    | —                    | 21                   | —              |
| 2013                                                                                      | People, Hell & Angels | People, Hell & Angels                                                          | 2                    | —                    | —                    | 30                   | —              |
| 2013                                                                                      | - Pubblicato: 5 marzo 2013 - Formato: CD, LP - Etichetta: Legacy                                                                              | - Pubblicato: 4 marzo 2013 - Formato: CD, LP - Etichetta: Sony                 | 2                    | —                    | —                    | 30                   | —              |
| 2018                                                                                      | Both Sides of the Sky | Both Sides of the Sky                                                          | 8                    | —                    | —                    | 8                    | —              |
| 2018                                                                                      | - Pubblicato: 9 marzo 2018 - Formato: CD, 2 LP - Etichetta: Legacy                                                                            | - Pubblicato: 9 marzo 2018 - Formato: CD, 2 LP - Etichetta: Sony               | 8                    | —                    | —                    | 8                    | —              |
| "—" Indica gli album che non sono stati distribuiti o che non sono entrati in classifica. | |                                                                                |                      |                      |                      |                      |                |

### Album dal vivo
| anno                                                                                      | Dettagli album | Posizioni classifica | Posizioni classifica | Posizioni classifica | Posizioni classifica | Posizioni classifica | Posizioni classifica | Posizioni classifica | Posizioni classifica | Posizioni classifica | Certificazioni |
| anno                                                                                      | Dettagli album | USA                  | AUT                  | ESP                  | FRA                  | NED                  | NOR                  | SVE                  | SVI                  | UK                   | Certificazioni |
| ----------------------------------------------------------------------------------------- | --- | -------------------- | -------------------- | -------------------- | -------------------- | -------------------- | -------------------- | -------------------- | -------------------- | -------------------- | -------------- |
| 1971                                                                                      | Experience - Pubblicato: agosto 1971 - Etichetta: Ember (5057) - Formato: LP | —                    | —                    | —                    | —                    | —                    | —                    | —                    | —                    | 9                    |                |
| 1971                                                                                      | Isle of Wight - Pubblicato: novembre 1971 - Etichetta: Polydor (2302 016) - Formato: LP                                                                                                   | —                    | —                    | —                    | —                    | —                    | 26                   | —                    | —                    | 17                   |                |
| 1972                                                                                      | Hendrix in the West - Pubblicato: gennaio 1972 (UK); febbraio 1972 (US) - Etichetta: Polydor (2302 018); Reprise (MS 2049) - Formato: LP                                                  | 12                   | —                    | —                    | —                    | —                    | —                    | —                    | —                    | 7                    | - : Gold       |
| 1972                                                                                      | More Experience - Pubblicato: marzo 1972 - Etichetta: Ember (NR 5061) - Formato: LP | —                    | —                    | —                    | —                    | —                    | —                    | —                    | —                    | —                    |                |
| 1980                                                                                      | Woke Up This Morning and Found Myself Dead - Pubblicato: agosto 1980 - Etichetta: US: Red Lightnin' Records (#RL CD 0068); Canada: Stony Plain Recording Co. (SPL 1038) - Formato: LP, CD | —                    | —                    | —                    | —                    | —                    | —                    | —                    | —                    | —                    |                |
| 1982                                                                                      | The Jimi Hendrix Concerts - Pubblicato: agosto 1982 - Etichetta: US: Reprise (#2306); UK: CBS (88592) - Formato: 2 LP, CD                                                                 | —                    | —                    | —                    | —                    | —                    | —                    | —                    | —                    | 16                   |                |
| 1986                                                                                      | Jimi Plays Monterey[B] - Pubblicato: febbraio 1986 - Etichetta: Reprise (#25358) - Formato: LP, CD                                                                                        | 192                  | —                    | —                    | —                    | —                    | —                    | —                    | —                    | —                    |                |
| 1986                                                                                      | Johnny B. Goode - Pubblicato: giugno 1986 (US); 1986 (UK) - Etichetta: Capitol (MLP 15022); Capitol/EMI (FA 3160) - Formato: LP                                                           | —                    | —                    | —                    | —                    | —                    | —                    | —                    | —                    | —                    |                |
| 1986                                                                                      | Band of Gypsys 2 - Pubblicato: ottobre 1986 - Etichetta: Capitol (SJ 12416) - Formato: LP                                                                                                 | —                    | —                    | —                    | —                    | —                    | —                    | —                    | —                    | —                    |                |
| 1987                                                                                      | Live at Winterland - Pubblicato: maggio 1987 - Etichetta: Rykodisc (RCD #0038) - Formato: CD, 2 LP                                                                                        | —                    | —                    | —                    | —                    | —                    | —                    | —                    | —                    | —                    |                |
| 1988                                                                                      | Radio One - Pubblicato: novembre 1988 - Formato: LP, CD, CS - Etichetta: Ryko Analogue (#0078) - Pubblicato: 1º febbraio 1989 - Formato: LP, CD, CS - Etichetta: Castle (CCS #212)        | 119                  | —                    | —                    | —                    | —                    | —                    | —                    | —                    | 30                   | - : Gold       |
| 1991                                                                                      | Live at Isle of Wight - Pubblicato: giugno 1991 - Etichetta: Polydor (847 236-2) - Formato: CD, LP                                                                                        | —                    | —                    | —                    | —                    | —                    | —                    | —                    | —                    | —                    |                |
| 1994                                                                                      | Bleeding Heart - Pubblicato: 1994 - Etichetta: Castle (MACCD 190) - Formato: CD | —                    | —                    | —                    | —                    | —                    | —                    | —                    | —                    | —                    |                |
| 1994                                                                                      | Woodstock[B] - Pubblicato: 20 agosto 1994 - Etichetta: MCA (#11603) - Formato: CD | 37                   | 37                   | 72                   | 40                   | 67                   | —                    | 40                   | 25                   | —                    |                |
| 1998                                                                                      | Live at the Oakland Coliseum - Pubblicato: 27 febbraio 1998 - Etichetta: MCA (#11987) - Formato: CD, LP                                                                                   | —                    | —                    | —                    | —                    | —                    | —                    | —                    | —                    | —                    |                |
| 1998                                                                                      | BBC Sessions - Pubblicato: 2 giugno 1998 - Etichetta: MCA (#11742) - Formato: 2 CD, 2 LP, 2 CD/DVD                                                                                        | 50                   | —                    | —                    | —                    | —                    | —                    | —                    | 53                   | —                    |                |
| 1999                                                                                      | Live at the Fillmore East - Pubblicato: 23 febbraio 1999 - Etichetta: MCA (#11931) - Formato: 2 CD, 2 LP                                                                                  | 65                   | —                    | —                    | —                    | —                    | —                    | —                    | —                    | —                    |                |
| 1999                                                                                      | Live at Woodstock - Pubblicato: 6 luglio 1999 - Etichetta: MCA (#11987) - Formato: 2 CD, 2 LP                                                                                             | 90                   | —                    | —                    | —                    | —                    | —                    | —                    | —                    | —                    | - : Gold       |
| 1999                                                                                      | Live at the Clark University - Pubblicato: 6 luglio 1999 - Etichetta: MCA (#11987) - Formato: CD, LP                                                                                      | —                    | —                    | —                    | —                    | —                    | —                    | —                    | —                    | —                    |                |
| 2001                                                                                      | Live in Ottawa - Pubblicato: 23 marzo 2001 - Etichetta: MCA (#11987) - Formato: CD, LP | —                    | —                    | —                    | —                    | —                    | —                    | —                    | —                    | —                    |                |
| 2002                                                                                      | Blue Wild Angel: Live at the Isle of Wight - Pubblicato: 12 novembre 2002 - Etichetta: US: MCA (#113 087); EU: MCA (#112 086) - Formato: 2 CD, CD, 2 CD/DVD                               | 200                  | —                    | —                    | —                    | —                    | —                    | —                    | —                    | —                    |                |
| 2003                                                                                      | Paris 1967/San Francisco 1968 - Pubblicato: 24 aprile 2003 - Etichetta: MCA (#11987) - Formato: CD, LP                                                                                    | —                    | —                    | —                    | —                    | —                    | —                    | —                    | —                    | —                    |                |
| 2003                                                                                      | Live at Berkeley - Pubblicato: 16 settembre 2003 - Etichetta: MCA (#B0001102) - Formato: CD, LP                                                                                           | 191                  | —                    | —                    | —                    | —                    | —                    | —                    | —                    | —                    |                |
| 2005                                                                                      | Live at the Isle of Fehmarn - Pubblicato: 23 dicembre 2005 - Etichetta: MCA (#B0001102) - Formato: CD, LP                                                                                 | —                    | —                    | —                    | —                    | —                    | —                    | —                    | —                    | —                    |                |
| 2007                                                                                      | Live at Monterey - Pubblicato: 16 ottobre 2007 - Etichetta: Geffen (#B0009845) - Formato: CD, LP                                                                                          | 171                  | —                    | —                    | —                    | —                    | —                    | —                    | —                    | —                    |                |
| 2008                                                                                      | Live in Paris & Ottawa 1968 - Pubblicato: 5 settembre 2008 - Etichetta: MCA (#11987) - Formato: CD, LP                                                                                    | —                    | —                    | —                    | —                    | —                    | —                    | —                    | —                    | —                    |                |
| 2009                                                                                      | Live at Worbun - Pubblicato: 28 luglio 2009 - Etichetta: MCA (#11987) - Formato: CD, LP                                                                                                   | —                    | —                    | —                    | —                    | —                    | —                    | —                    | —                    | —                    |                |
| 2011                                                                                      | Winterland - Pubblicato: 13 settembre 2011 - Etichetta: Sony (#B0009845) - Formato: 4 CD, 8 LP                                                                                            | —                    | —                    | —                    | —                    | —                    | —                    | —                    | —                    | —                    |                |
| 2012                                                                                      | Live In Cologne - Pubblicato: 5 ottobre 2012 - Etichetta: MCA (#) - Formato: 2 LP | —                    | —                    | —                    | —                    | —                    | —                    | —                    | —                    | —                    |                |
| 2013                                                                                      | Miami Pop Festival - Pubblicato: 5 novembre 2013 - Etichetta: Sony (#B00F031X62) - Formato: CD, LP, MP3                                                                                   | 39                   | —                    | —                    | 162                  | —                    | —                    | —                    | —                    | —                    |                |
| 2015                                                                                      | Freedom: Atlanta Pop Festival - Pubblicato: 28 agosto 2015 - Etichetta: Legacy Recordings - Formato: CD, LP, MP3                                                                          | 63                   | —                    | —                    | —                    | —                    | —                    | —                    | —                    | 87                   |                |
| 2016                                                                                      | Machine Gun: The Fillmore East First Show - Pubblicato: 30 settembre 2016 - Etichetta: Legacy Recordings - Formato: CD, LP, MP3                                                           | 66                   | —                    | —                    | —                    | —                    | —                    | —                    | —                    | 80                   |                |
| 2019                                                                                      | Songs for Groovy Children: The Fillmore East Concerts - Pubblicato: 22 novembre 2019 - Etichetta: Legacy Recordings - Formato: CD, LP, MP3                                                | —                    | —                    | —                    | —                    | —                    | —                    | —                    | —                    | —                    |                |
| 2020                                                                                      | Live in Maui - Pubblicato: 20 novembre 2020 - Etichetta: Legacy Recordings - Formato: CD, LP, MP3                                                                                         | 155                  | —                    | —                    | —                    | —                    | —                    | —                    | —                    | —                    |                |
| "—" Indica gli album che non sono stati distribuiti o che non sono entrati in classifica. | |                      |                      |                      |                      |                      |                      |                      |                      |                      |                |

### Singoli
| Anno                                          | Singolo                                        | Classifica | Classifica | Classifica | Album                                             |
| Anno                                          | Singolo                                        | US         | UK         | AUS        | Album                                             |
| --------------------------------------------- | ---------------------------------------------- | ---------- | ---------- | ---------- | ------------------------------------------------- |
| 1970                                          | Voodoo Child (Slight Return)                   | —          | 1          | 57         | Electric Ladyland                                 |
| 1970                                          | No Such Animal                                 | —          | —          | —          | Singolo non incluso in album                      |
| 1971                                          | Freedom                                        | 59         | —          | —          | The Cry of Love                                   |
| 1971                                          | Angel                                          | —          | —          | —          | The Cry of Love                                   |
| 1971                                          | Gypsy Eyes/Remember                            | —          | 35         | —          | Electric Ladyland/Are You Experienced             |
| 1971                                          | Dolly Dagger                                   | 74         | —          | —          | Rainbow Bridge                                    |
| 1972                                          | Johnny B. Goode                                | —          | 35         | —          | Hendrix In The West                               |
| 1973                                          | Hear My Train A Comin'                         | —          | —          | —          | Sound Track Recordings from the Film Jimi Hendrix |
| 1979                                          | Gloria                                         | —          | —          | 92         | The Essential Jimi Hendrix Volume Two             |
| 1983                                          | Purple Haze                                    | —          | —          | —          | The Singles Album                                 |
| 1983                                          | All Along the Watchtower                       | —          | —          | —          | The Singles Album                                 |
| 1988                                          | Day Tripper                                    | —          | —          | —          | Radio One                                         |
| 1990                                          | Crosstown Traffic/Voodoo Child (Slight Return) | —          | 61         | —          | Cornerstones: 1967-1970                           |
| 1997                                          | Dolly Dagger                                   | —          | —          | —          | First Rays of the New Rising Sun                  |
| 1998                                          | Can You Please Crawl Out Your Window?          | —          | —          | —          | BBC Sessions                                      |
| 2010                                          | Valleys of Neptune                             | —          | —          | —          | Valleys of Neptune                                |
| 2010                                          | Bleeding Heart                                 | —          | —          | —          | Valleys of Neptune                                |
| 2011                                          | Like a Rolling Stone                           | —          | —          | —          | Winterland                                        |
| 2013                                          | Somewhere                                      | —          | —          | —          | People, Hell & Angels                             |
| 2013                                          | Earth Blues                                    | —          | —          | —          | People, Hell & Angels                             |
| "—" indica singoli non entrati in classifica. |                                                |            |            |            |                                                   |

### Album tributo
- Artisti vari: tribute to Jimi Hendrix (Metronome Joker, 1972)
- Artisti vari: Power of Soul: A Tribute to Jimi Hendrix (Image Entertainment, 2004)
- Artisti vari: Hazy Dreams: (Not Just) A Jimi Hendrix Tribute (Pick Up Records, 2003)
- Artisti vari: Stone Free: A Tribute to Jimi Hendrix (Warner Bros., 1993)
- Artisti vari: Blue Haze Songs of Jimi Hendrix (Ruf Records, 2000)
- Artisti vari: In From The Storm (BMG Entertainment, 1995)
- Artisti vari: Searching for Jimi Hendrix (The Right Stuff, 1999)
- Artisti vari: If 6 Was 9; A Tribute to Jimi Hendrix (Imaginary Records, 1990)
- Artisti vari: Tribute to Jimi Hendrix; Return of the Gypsy (Blues Interactions, 1994)
- Artisti vari: Gypsy Blood; A Tribute to Jimi Hendrix (Comet Records, 2004)
- Artisti vari: Revenge; A Tribute to Jimi Hendrix (Gravity, 1995)
- Dr. Lonnie Smith: Purple Haze: Tribute to Jimi Hendrix (Music Masters, 1995)
- Dr. Lonnie Smith: Foxy Lady: Tribute to Jimi Hendrix (Music Masters, 1996)
- Randy Hansen: Tribute to Jimi Hendrix; Classics Live (Ananaz Records, 1992)
- Nguyen Le: Celebrating Jimi Hendrix (Act Music, 2002)
- Paul Gilbert: Tribute to Jimi Hendrix (MGI Records, 1992)
- Popa Chubby: Electric Chubbyland: Popa Chubby Plays Jimi Hendrix (2006)